# Paul London
Paul Michael London (* 16. April 1980 in Austin, Texas) ist ein US-amerikanischer Wrestler der bis 2008 bei WWE unter Vertrag stand.

## Karriere

### Anfänge/Independent
London begann seine Wrestlingkarriere im Jahr 1999 in verschiedenen Independent-Ligen. In den Jahren 2001 und 2002 hatte London zwei Auftritte bei der World Wrestling Federation. Ab März 2002 arbeitete er für die Promotion Ring of Honor. Dort traf London auf die ehemaligen WWE-Superstars CM Punk und Daniel Bryan. 2003 hatte London drei kurze Auftritte für TNA.

### Independent
Im Jahre 2003 trat London bei Pro Wrestling ZERO1 und bei East Coast Wrestling Association auf. London hatte auch wieder einige Auftritte bei Ring of Honor und TNA.

### World Wrestling Entertainment
Mitte 2003 unterzeichnete London einen Vertrag mit der WWE und hatte am 7. Oktober 2003 sein Debüt bei SmackDown (wobei London schon bei einigen House Shows aufgetreten ist) gegen den damaligen WWE Champion Brock Lesnar. Kurz darauf trat er zusammen mit Billy Kidman als Tag-Team an, mit dem er sich im Juni den WWE Tag Team Titel von den Dudley Boys sichern konnte. Das Team zerbrach nach dem Verlust des Titels im September aber wieder.
Im März 2005 konnte er sich bei einer Cruiserweight Battle Royal den WWE Cruiserweight Title sichern, den er im August 2005 an Nunzio verlor.
Nach dem Verlust des Titels trat er im Team mit dem zurückgekehrten Brian Kendrick auf, mit dem er 2003 bereits kurzzeitig ein Tag Team gebildet hatte. Nach mehreren Matches gegen das Tag-Team MNM (Johnny Nitro, Joey Mercury und Melina Perez) bezwangen London und Kendrick diese am 21. Mai 2006 beim PPV Judgment Day und wurden neue WWE Tag Team Champions. Den WWE Tag Team Gürtel verloren sie bei Smackdown am 20. April 2007 gegen Deuce und Domino (Deuce 'n' Domino). Sie waren diejenigen, welche die Tag-Team Titles am längsten (331 Tage) in der Geschichte der WWE hielten.
Am 17. Juni 2007 wurde er und sein Tag-Team Partner Brian Kendrick bei der Draft Lottery zu RAW verschoben. Im September 2007 gewann das Team auf einer Südafrika-Tour der WWE den World Tag Team Title von Lance Cade und Trevor Murdoch, sie hielten diesen allerdings nur einige Tage, weshalb der Titelwechsel von der WWE weitgehend unbeachtet blieb.
Ende des Jahres musste London aufgrund einer Fußverletzung eine Pause einlegen, die bis zu seiner Rückkehr am 4. Februar anhielt.
Nach der Draft Lottery wurden London und Kendrick getrennt. London erlitt in der Folge eine erneute Verletzung und musste eine längere Pause einlegen. Noch vor seiner geplanten Rückkehr in einen der Hauptkader, wurde er am 7. November 2008 entlassen.

### Independent
Anschließend kehrte London in den Independent-Bereich zurück. Bei Northeast Wrestling konnte er den NEW Heavyweight Title gewinnen. Derzeit ist er bei Pro Wrestling Guerrilla tätig, wo er am 21. Februar sein Debüt absolvierte. Dort konnte er den PWG World Tag Team Title zusammen mit El Generico erringen.

## Erfolge

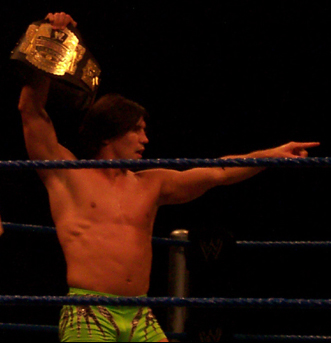
Paul London als WWE Cruiserweight Champion (2005)

- National Wrestling Alliance
1× NWA Southwest Television Title
- World Wrestling Entertainment
2× WWE Tag Team Championship (1× mit Billy Kidman, 1× mit Brian Kendrick)
1× World Tag Team Champion mit (Brian Kendrick)
1× WWE Cruiserweight Champion
- Ring of Honor
3× ROH #1-Contenders Trophy Champion
- Northeast Wrestling
1× NEW Heavyweight Championship
- Pro Wrestling Guerrilla
1× PWG World Tag Team Championship mit El Generico